# Cynthia S. Burnett
Cynthia S. Burnett (após o casamento Cynthia Burnett-Haney; Niles, 1 de maio de 1840 – Port Saint Lucie, 24 de julho de 1932) foi uma educadora, conferencista, reformadora do movimento da temperança e editora de jornal americana. Ela passou sua juventude em Ohio, mas seu primeiro trabalho no movimento de temperança foi feito em Illinois, em 1879, depois de responder a vários pedidos de ajuda nos estados da Flórida, Tennessee, Ohio e Pensilvânia. Em 1885, foi nomeada organizadora estadual de Ohio e, no primeiro ano dessa escolha, deu aulas 165 vezes, além de realizar reuniões durante o dia e organizar mais de 40 sindicatos. Com a voz falhando, ela aceitou um chamado para Utah como professora no Methodist Episcopal College, em Salt Lake City. 
Enquanto morava lá, ela foi nomeada presidente territorial da União de Temperança Cristã da Mulher, e oito sindicatos e 15 legiões foram organizados por ela. A cada mês, uma ou mais reuniões eram realizadas por ela e o trabalho era endossado em uma coluna de um jornal mórmon que ela fazia parte da redação. Mais tarde, ela passou um ano como organizadora estadual na Califórnia e Nevada, e por esses serviços eficientes no Ocidente ela foi nomeada organizadora nacional em 1889. Ela passou anos mais tarde como preceptora de sua alma mater, que se tornou Farmington College. Em 1929, ela foi reconhecida pelo jornal Florida Newspaper News como a mais velha jornalista ativa da Flórida. Burnett morreu em 1932.

## Primeiros anos e educação
Cynthia Samantha Burnett nasceu em Niles, Ohio, em 1º de maio de 1840.
O início da vida de Burnett foi dividido entre deveres domésticos e estudo.

## Carreira
Aos 17 anos, ela era professora nas escolas públicas perto de sua casa e aluna na academia vizinha. A Guerra Civil Americana afetou sua vida, e ela resolveu estudar por quatro anos no Western Reserve Seminary, em seu próprio município, onde se formou no curso clássico em 1868. Ela imediatamente aceitou o cargo de preceptora e professora de latim no Orwell Normal Institute. Três anos depois, ela assumiu o cargo de professora de línguas no Beaver College. A saúde debilitada tornou necessária uma mudança de clima, e ela foi para a antiga casa de sua mãe na Virgínia, onde era responsável por uma escola de treinamento para professores. Dois anos foram passados no Colégio Episcopal Metodista em Tullahoma, Tennessee. Lá, ela se interessou pelo "Novo Sul" e muitas cartas à imprensa foram publicadas em defesa de seu povo em dificuldades.
Na primeira oportunidade após a cruzada, ela vestiu a fita branca da consciência. Seu primeiro trabalho público foi feito em 1879, em Illinois. Mais tarde, ela atendeu a pedidos de ajuda na Flórida, Tennessee, Ohio e Pensilvânia. Em 1885, ela foi nomeada organizadora do Estado de Ohio. No primeiro ano ela deu aulas 165 vezes, além de realizar reuniões durante o dia e organizar mais de 40 sindicatos. Com a voz falhando, ela aceitou um chamado para Utah, como professora no Methodist Episcopal College em Salt Lake City. Ela foi escolhida presidente territorial da União de Temperança Cristã da Mulher. Oito sindicatos e 15 legiões leais foram organizadas por ela. A cada mês, uma ou mais reuniões eram realizadas por ela na penitenciária. Ela fez parte de uma coluna sobre temperança em um jornal mórmon. Tabernáculos e escolas estavam abertos para ela e, com a ajuda de missionários e mórmons, ela dava palestras em muitas cidades. Incapaz de trabalhar tanto, e acreditando que seu verdadeiro lugar era no campo das palestras, ela aceitou um chamado para o sul da Califórnia como organizadora do Estado. Ela passou um ano lá e em Nevada, durante o qual 150 palestras foram dadas por ela. Por um serviço eficiente no Ocidente, ela foi nomeada organizadora nacional em 1889, mas logo depois foi chamada para casa pela grave doença de sua mãe, e permaneceu perto ou com seus pais depois disso. Ela continuou seu trabalho como organizadora do Estado até aceitar o cargo de preceptora em sua alma mater, agora Farmington College.

## Vida pessoal e morte
Depois de vir para Stuart, Flórida, casou-se com o Dr. Horace J. Haney (1834–1912). Embora tenham se divorciado em 1903, ela permaneceu em Stuart. Haney Circle em Stuart foi nomeado em seu nome. Burnett morreu em 24 de julho de 1932 em Port Saint Lucie, Flórida, e está enterrada em Fernhill Memorial Gardens e Mausoléu em Stuart.